# 대화동 (고양시)
대화동(大化洞)은 경기도 고양시 일산서구에 있는 행정동 및 법정동이다. 대화동은 일산신도시의 여러 마을 중에서 가장 북서쪽에 자리한 마을이다. 대화동의 동쪽으로는 주엽2동과 일산3동이 자리해 있고, 서쪽과 남쪽으로는 송포동이, 그리고 북으로는 일산1동과 송산동이 자리해 있다.

## 지명
대화동은 본래 성저 등 여러 마을로 나뉘어 있다가 하나로 합쳐지면서 ‘마을이 크게 변화되었다’고 하여 ‘대화동’이라 부른다고 한다.

## 개요
대화동에는 교통, 상권의 중심인 대화역을 중심으로 아파트 마을, 단독주택, 빌라마을 등으로 거주형태가 나뉘어 진다. 현재 남아 있는 마을의 이름으로는 성저마을, 장성마을이 있다. 마을 곳곳에 작은 공원이 만들어져 있고 아파트와 도로변 사이에는 학교, 기관, 상가가 들어서 있다. 이외에도 고양시 최대의 규모를 자랑하는 시설들도 자리해 있는데 고양종합운동장, 한국국제전시장, 고양시 농수산물종합유통센터, 예비군 훈련장이 이곳 대화동에 소재하고 있다. 대화동은 주변에 경의중앙선 복선전철, 일산선 전철, 일산 중앙로, 시민대로와 같은 교통의 중심축이 지나고 있어 교통이 매우 편리하다. 아울러 대형병원도 들어서 있어 여러 가지의 모습으로 남아 있는 곳이 대화동이다. 고층의 아파트가 많은 장성 마을 지역은 인구밀도가 높으며 단독주택, 저층복합상가, 빌라가 자리한 성저마을은 상대적으로 인구밀도가 낮은 편이다. 주민들은 마을의 중앙에 자리한 성저공원을 휴식과 운동의 공간으로 이용하고 있고 길 건너편에는 동사무소, 소방서, 대화지구대가 자리해 있다.

### 의료
- 인제대학교 고양백병원

### 기관
- 일산서구청
- 일산서부경찰서
- KT 일산지점
- 대화도서관 메이커스페이스
- 농협 고양농수산물종합유통센터
- KINTEX 제1전시장 (제2전시장은 송포동 관할)
- 국토안전관리원
- 한국건설기술연구원

## 아파트
| 단지명                    | 건설사          | 시행사         | 주소                | 입주        | 비고 |
| ------------------------- | --------------- | -------------- | ------------------- | ----------- | ---- |
| 장성마을 3단지            | 건영            | 건영           | 일산서구 일산로 808 | 1996년 2월  |      |
| 성저마을 2단지            | 세경산업㈜      | 세경산업㈜     | 일산서구 강성로 256 | 2000년 6월  |      |
| 성저마을 4단지            | 삼익건설㈜      | 삼익건설㈜     | 일산서구 대산로 263 | 1994년 11월 |      |
| 포레나 킨텍스             | ㈜한화 건설부문 | 아시아신탁㈜   |                     | 2019년 2월  |      |
| 장성마을 1단지            | 동부건설        | 동부건설       |                     | 1995년 11월 |      |
| 장성마을 2단지 킨텍스파크 | 대명종합건설㈜  | 대명종합건설㈜ | 일산서구 일산로 790 | 1995년 11월 |      |
| 장성마을 4단지            | 대명종합건설㈜  | 대명종합건설㈜ | 일산서구 호수로 896 | 1995년 9월  |      |
| 성저마을 1단지            | 동익건설㈜      | 동익건설㈜     | 일산서구 대산로 249 | 1995년 7월  |      |
| 성저마을 3단지            | 풍림산업        | 풍림산업       |                     | 1996년 3월  |      |

## 교육
- 대화초등학교
- 장촌초등학교
- 장성초등학교
- 대화중학교
- 대화고등학교
- 주엽고등학교
- 일산대진고등학교

## 교통
- 수도권 전철 3호선 대화역